# شمس‌الدین ابوالهدی لنگرودی
شمس‌الدین ابوالهدی لنگرودی(۱۳۰۶-) پزشک و سیاستمدار گیلانی که از حوزه انتخابیه لنگرود در دوره‌های ۲۳ و ۲۴ مجلس شورای ملی حضور داشت.

## خانواده و تحصیلات
شمس‌الدین ابوالهدی لنگرودی فرزند سید جعفر کیای معروف به ابوالهدی از هواداران نهضت جنگل و از روحانیون سرشناس در منطقه رودسر و لنگرود بود. او در سال ۱۳۰۶ در لنگرود به دنیا آمد و پس از اتمام تحصیلات ابتدایی به تهران رفته و در دبیرستان شرف تحصیلات متوسطه خود را ادامه داد. وی سپس به تحصیل در رشته پزشکی در دانشگاه تهران پرداخت و در سال ۱۳۳۳ فارغ‌التحصیل شد.

## فعالیتهای اداری و سیاسی
لنگرودی پس از فراغت از تحصیل به لنگرود برگشته و رئیس بهداری لنگرود می‌شود وی همچنین ریاست باشگاه لاینز در این منطقه را نیز بر عهده داشت. او در سال ۱۳۴۱ جمعیت شیر و خورشید سرخ لنگرود را تأسیس می‌کند و همچنین پایه‌گذار بیمارستان منطقه می‌گردد.
ابوالهدی در سال ۱۳۵۰ و ۱۳۵۴ به نمایندگی مردم لنگرود در مجلس شورای ملی انتخاب می‌شود. وی پیش از پیروزی انقلاب ۱۳۵۷ به آمریکا مهاجرت کرده و در همان‌جا سکنی می‌گزیند. پس از انقلاب ۱۳۵۷، اموالش توسط دولت جمهوری اسلامی تصرف شد.